# Die Zeit die bleibt (2005)
Die Zeit die bleibt aus dem Jahr 2005 ist der achte Film von François Ozon und wird als zweiter Teil einer „Trilogie über die Trauer“ bezeichnet.
Erster Teil der Trilogie war im Jahr 2000 Unter dem Sand, mit Rückkehr ans Meer folgte 2009 der dritte Teil.

## Handlung
Der gefragte homosexuelle Modefotograf Romain ist 30 Jahre alt, als er erfährt, dass er Krebs hat und dass die Wahrscheinlichkeit für eine Heilung durch Chemotherapie oder Bestrahlung kleiner als fünf Prozent ist. Er verzichtet auf jede Therapie und weiht nur seine Großmutter in sein Leiden ein. Auf den nahen Tod bereitet er sich vor, indem er sich in selbstgewählte Einsamkeit zurückzieht: Er arbeitet nicht mehr, trennt sich von seinem Freund, besucht ein letztes Mal die Orte einer glücklich verbrachten Kindheit – und verhilft einer Zufallsbekanntschaft auf deren Wunsch zu einem Kind, das er als seinen rechtmäßigen Erben einsetzt.

## Kritiken
Die Süddeutsche Zeitung lobte am 19. April 2006 zum deutschen Kinostart besonders Kameraführung und Hauptdarsteller: „Unglaublich schön ist das Gesicht von Melvil Poupaud in der ersten Hälfte des Films, gefilmt von Jeanne Lapoirie, mit der Ozon bereits zum vierten Mal zusammenarbeitet. Drei Monate hat Poupaud vor dem Film seinen Körper trainieren müssen. Dann, während der Dreharbeiten, hat Ozon ihn verkommen lassen, physisch und psychisch, hat ihn allein seine Mahlzeiten einnehmen lassen.“
Die Frankfurter Allgemeine Zeitung beschrieb am 19. April 2006 die Produktionen von Ozon als „Filme von einer verblüffenden Einfachheit“ und erläuterte die zurückhaltende Aufnahme des Films in Frankreich: „Die französische Filmkritik liebt François Ozons Filme nicht. Vermutlich ist er ihnen zu akademisch und zu direkt. Denn obwohl seine Geschichten nie wirklich konventionell erzählt werden, ist die Art und Weise, wie er Anleihen aus der Filmgeschichte nimmt, vergleichsweise unkompliziert, man könnte auch sagen: einfach nur liebevoll.“
Auf der deutschen arte-Webseite hieß es anlässlich der Vorführung beim Filmfestival Cannes 2005, man müsse Ozon dafür bewundern, wie er, ohne intellektuelle Scheu vor Sentimentalität, immer die richtigen Bilder finde: „Wahrscheinlich wird man Le temps qui reste als Ozons bisher persönlichsten und intimsten Film bezeichnen. Das ist auch nicht falsch, aber gleichzeitig ist es die allgemeingültigste Geschichte, die er bisher erzählt hat: die Sehnsucht nach dem Paradies der Kindheit, aus dem wir alle vertrieben wurden. Es scheint nur, als müssten immer erst die individuellen Katastrophen passieren, bevor wir bereit sind, uns daran zu erinnern.“
Auf WDR 5 wurde der Film als „bewegend und dennoch völlig unsentimental“ gelobt: „Die Zeit die bleibt ist eine meisterhafte Studie über das Sterben und über das restliche Leben davor. Keiner kennt sie, die Zeit, die bleibt. Aber, so der Regisseur, man sollte mit dem Rest des Lebens, der ja letztlich unser Alltag ist, immer so umgehen, dass man im Augenblick des Todes nichts bereut. Wahrhaft philosophisch ist dieser Film, dabei unterhaltsam, nicht schwermütig, aber auf wohltuende Weise schmerzlich.“
artechock.de schrieb in einer Vorschau: „Le temps qui reste ist ein ernstes Kammerspiel, eine Reflexion über das antike Motiv des Sterben Lernens. Es ist kein Film über den Tod und er handelt nicht von der Furcht. Sondern von der Konfrontation eines jungen Menschen mit seinem eigenen Tod, die immer absurd bleiben muss. Denn diese Konfrontation, das zeigt der Film, ist eigentlich eine mit dem Leben, mit Beziehungen, mit der Welt, mit der kein Frieden möglich ist, sondern nur ein Waffenstillstand.“
Die Berliner taz urteilte am 19. April 2006 kritischer: „Der Beitrag zum Genpool gibt einem hedonistisch verfehlten Leben Sinn: François Ozons Spielfilm Die Zeit, die bleibt ist schwerer ideologischer Kitsch. Hübscherweise rettet ausgerechnet der Sex das Melodram vor dem Absturz ins Bodenlose. (...) Man sieht tatsächlich einer echten mitreißenden Koproduktion von unterschiedlich motivierten Liebenden zu, deren Körper sich in Lust, Liebe und von sonstigen Motiven angestiftet gezielt verschlingen und zugleich clumsy und ungeschickt bleiben, ungeschützt und rührend und dann auch wieder sexy. In diesen Bildern ist eine postfamiliäre Utopie tatsächlich für kurze Zeit sichtbar, auch wenn Ozon zugleich die Deutung offen hält, dass hier nur ein reicher todkranker Schwuler von einem Hetero-Ehepaar ausgebeutet wird, das sich zudem noch ein nettes Erbvermögen für sein ungeborenes Kind sichert. (…) Die Szene dauert nicht lange, aber sie versöhnt nicht nur mit der Exposition, sie lässt auch die Lösung von Romains Problemen in einem erträglicheren Licht erscheinen.“

## Auszeichnungen
Der Film gewann einen Preis des Festivals Semana Internacional de Cine de Valladolid in zwei Kategorien (darunter für Melvil Poupaud als Besten Schauspieler) und wurde in einer dritten Kategorie für diesen Preis nominiert.